# 朗蒂伊城堡

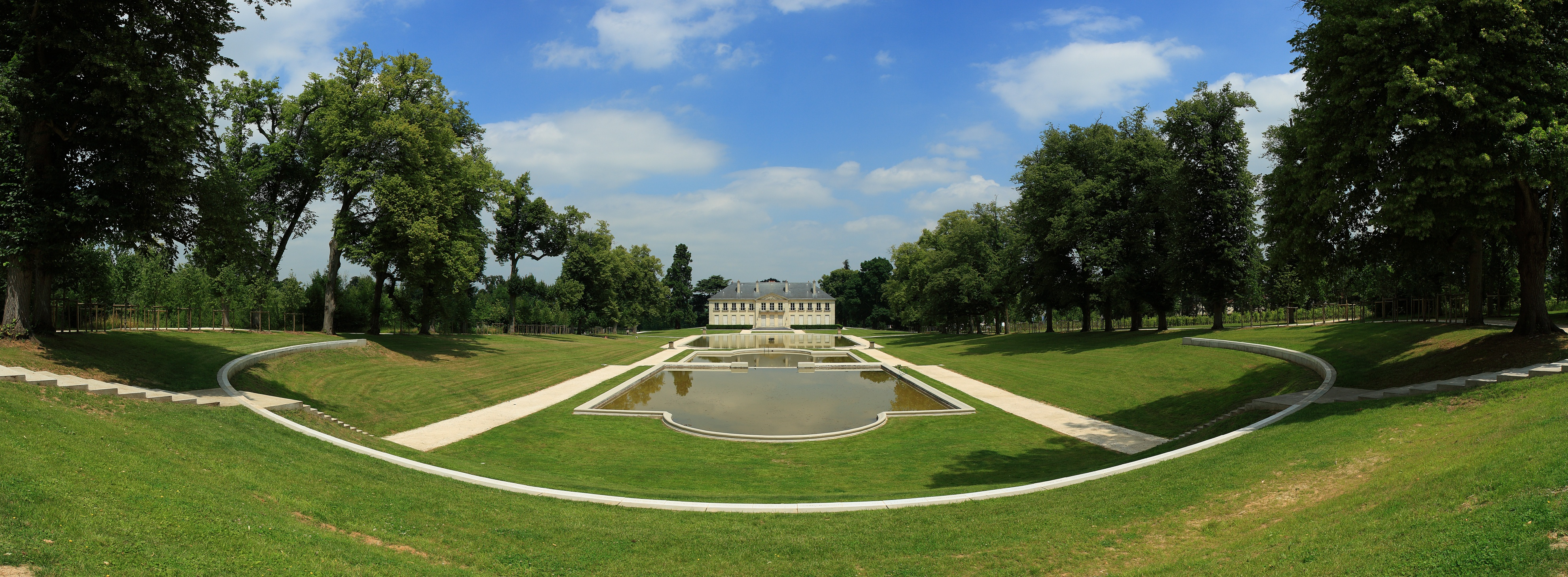
朗蒂伊城堡

朗蒂伊城堡（法語：Le château de Rentilly，法語發音：[lə ʃato də ʁɑ̃tiji]），位于法国塞納-馬恩省的朗蒂伊公园内，為法國巧克力產業鉅子默尼耶家族所擁有。畫家弗朗索瓦·弗拉芒的畫作《梅尼爾夫人肖像》便是在此城堡完成。
在行政區劃上，朗蒂伊公园的絕大部分地區位於塞納-馬恩省的城鎮比西圣马丹境內，不過位於公園最南端的朗蒂伊城堡倒是位於另一城鎮比西聖喬治境內。